# Georges-René Pléville Le Pelley

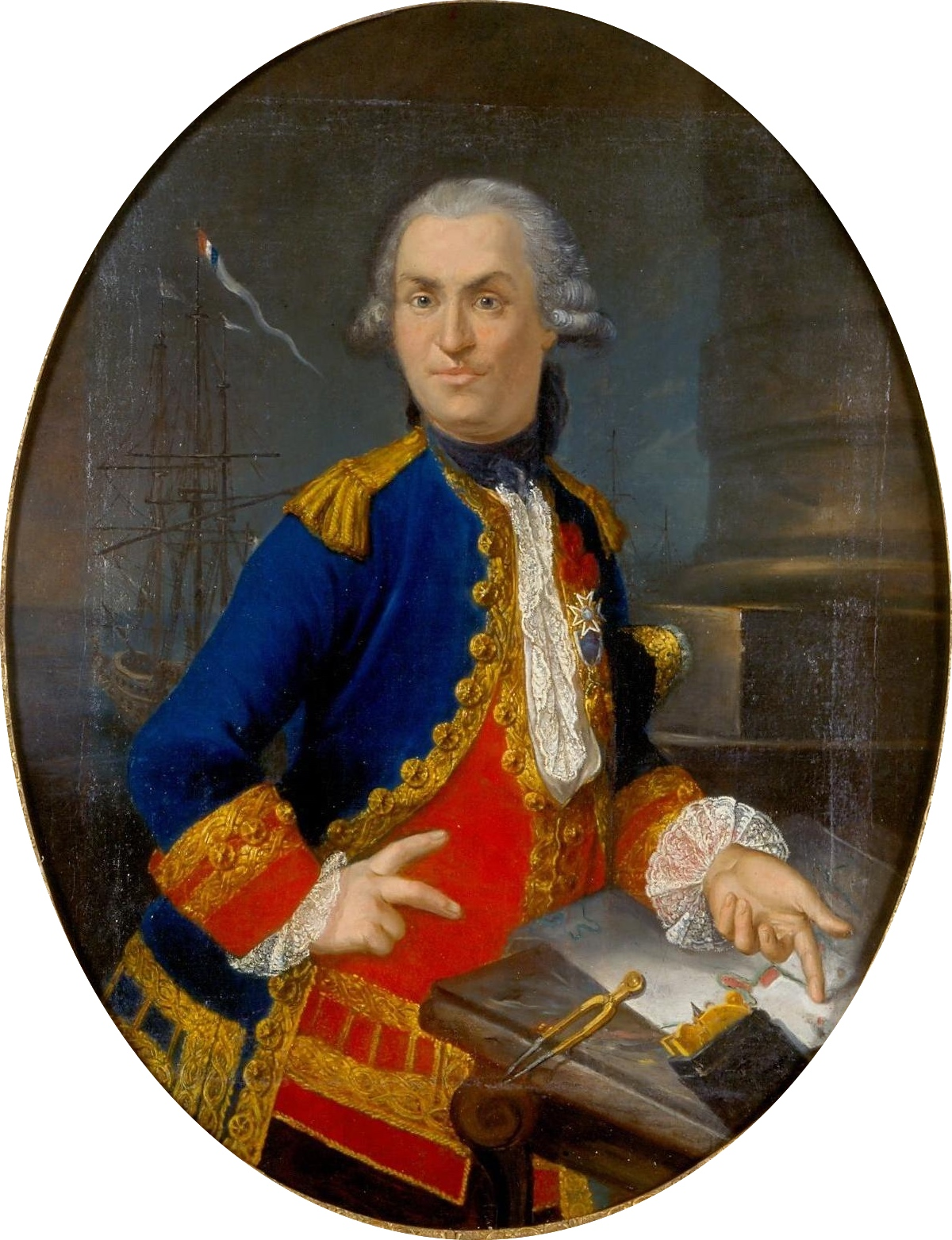
Porträt von Pléville Le Pelley, Musée d'Art et d'Histoire de Granville, 1786

Georges-René Le Peley de Pléville (* 29. Juni 1726 in Granville, Frankreich; † 2. Oktober 1805 in Paris, Frankreich) war ein französischer Marineoffizier, zuletzt im Dienstgrad eines Vizeadmirals, Minister für die Marine und die Kolonien vom 15. Juli 1797 bis zum 27. April 1798, Senator, Ritter des Ordre royal et militaire de Saint-Louis und des Ordens des Cincinnatus sowie einer der ersten Großoffiziere der Ehrenlegion.

## Biographie

### Herkunft
Georges-René Pléville Le Pelley entstammte einer alten bürgerlichen Familie aus Granville, die in der Schifffahrt ein beträchtliches Vermögen verdient hatte und 1816 in den Adelsstand erhoben wurde. Sein Vater, Hervé Le Pelley (1699–1739), Sieur de Pléville, war Schiffskapitän und der Sohn von Jacques Le Pelley (1658–1726), Sieur du Manoir. Seine Mutter, Jeanne Julienne Belliard du Saussey, war die Tochter von Georges Belliard, sieur du Saussey in der Pfarrei Lingreville.

### Die Anfänge als Seemann
Unmittelbar nach dem Tod des Vaters April 1739 ging der damals 13-jährige Pléville als Freiwilliger auf die Comte-de-Thorigny. Das Schiff war von Thomas Couraye du Parc für den Kabeljaufang in der Baie de Gaspé in Kanada ausgerüstet worden und wurde von Jacques Caillouet kommandiert – beides Verwandte. Pléville wurde als Schiffsjunge in die Besatzungsliste eingetragen. Seine Rückfahrt erfolgte auf der Clément bis zum 21. Januar 1740. Ein Angebot seines Onkels, in die Ausbildung zum Geistlichen einzutreten, lehnte er in der Folge ab und im März 1740 ging er von Le Havre aus als Fähnrich auf der Ville-de-Québec nach Québec.
Wegen einer aus seiner Sicht ungerechtfertigten Bestrafung, desertierte Pléville am 13. Juni 1740 in Pointe-Penouille, einem Hafen in der Baie de Gaspé, und floh in die umliegenden Wälder. Nach 55 Tagen Wanderung erreichte er eine Hütte franko-kanadischer Siedler, die ihn aufnahmen und versorgten.
Am 28. September 1740 heuerte Pléville erneut auf einem Schiff an und gelangte unter falschen Namen in die Karibik. Er ging in Cap-Haïtien an Land und wechselte auf die Le Victor-Amédée, ein Schiff von Flibustiern, das Waren zwischen Puerto Rico, Cartagena und in den Golf von Mexiko schmuggelte. Von Juli 1741 bis Februar 1742 hielt er sich mit dem Schiff in Kapstadt auf. Von dort stach er erneut in See, um nach Europa zu segeln. Anfang April, im Ärmelkanal, kreuzten sie ein Schiff aus Granville. Pléville wurde von Kapitän Clément und seinem Onkel Mulot du Rivage erkannt, die ihn für tot gehalten hatten.
Am 8. Mai 1742 brach er dann erneut nach Amerika auf und ging als Leutnant an Bord der Fleury, die von seinem Onkel Tilly Le Pelley befehligt wurde.

### Im Kriegseinsatz
Als er im Juli 1743 zurückkehrte, besuchte Pléville in Caen Kurse in Mathematik und Hydrographie. Er wurde zum Gardemarin ernannt, musste aber die königliche Marineschule aufgeben, weil er über kein ausreichendes Vermögen verfügte. Während des Österreichischen Erbfolgekrieges ging er 1744 nach Le Havre und heuerte auf einem Freibeuterschiff an. Auf diesem Schiff bestand er seine ersten Kämpfe und wurde mehrfach verwundet.
Im Juni kehrte er als Oberleutnant auf der Françoise-du-Lac, einem Korsarenschiff mit 6 Kanonen und 60 Mann Besatzung, nach Granville zurück. In der Nähe von Ouessant wurde das Schiff letztlich von britischen Einheiten gestellt. In den folgenden Kämpfen wurde Pléville erneut verwundet, unter anderem trennte ihm, er war gerade 18 Jahre alt, eine feindliche Kugel das rechte Bein ab.
Pléville wurde gefangen genommen und nach Falmouth gebracht, wo ihn ein englisches Ehepaar aufnahm und versorgte. Anfang 1745 konnte er nach Frankreich zurückkehren und erhielt eine Invalidenrente von 180 Pfund pro Jahr, allerdings hatte Pléville nicht den Charakter, untätig zu bleiben.
Im August 1745 ging er als Fregattenleutnant auf L'Argonaute wiederum unter dem Kommando von Tilly Le Pelley, seinem Onkel, wieder auf Fahrt. Das Ziel war, mit dem Geschwader von M. de Salvert dem belagerten Festung Louisbourg zu Hilfe zu kommen, doch der Ort wurde erobert und das Geschwader kehrte zurück, ohne Neufundland erreicht zu haben. Pléville wechselte dann im April des folgenden Jahres, wieder unter dem Befehl seines Onkels, auf das Schiff Le Mercure, das zu dem Geschwader gehörte, das 1746 unter dem Befehl des Herzogs von Anville ausgesandt worden war, um die Kap-Breton-Insel zurückzuerobern.
Das Geschwader wurde bei seiner Rückkehr aus Chibouctou von Admiral Anson angegriffen und gekapert. Die Besatzung wurde nach Plymouth gebracht, aber zwei Monate später war Pléville wieder in Granville.
1747 heuerte Pléville als Leutnant erneut auf einem Korsarenschiff, der Fregatte Aimable Grenot, 40 Kanonen, an. Die Fregatte kreuzte im Ärmelkanal und nahm in der Folge in einigen Gefechten acht britische Schiffe als Prisen, deren Verkauf eine üppige Summe einbrachte. Plévilles Anteil betrug 2400 Livres, was ungeahnten Reichtum für ihn bedeutete.
In der Folge war er Ende 1747 auf einer Einsatzfahrt auf der Comte de Noailles, auf der er zweiter Offizier war. Das Schiff wurde gleich zu Beginn der Fahrt gekapert und Pléville war erneut als Gefangener im Gefängnis in Tavistock in England. Trotz seines Holzbeins gelang ihm allerdings nur kurze Zeit später die Flucht zurück nach Frankreich.

### Friedensjahre von 1748 bis 1756
Nach dem Frieden von 1748 tat Pléville als Kommandant auf mehreren Handelsschiffen Dienst und nahm an der Küste von Ouessant bis Cherbourg aus eigenem Interesse Tiefenmessungen und weitere Sondierungen vor.
In einem Sturm im Herbst 1751 galt er kurzzeitig als verschollen. In der Folge wurde er für einen Reeder aus seiner Heimatstadt Granville tätig, indem er mit einem Handelsschiff, der Le Brillant mit 500 Tonnen, Fahrten nach Neufundland, ins Mittelmeer und zu den Antillen unternahm.

### Im Siebenjährigen Krieg (1756 bis 1762)
1756, bei Ausbruch des Siebenjährigen Krieges benötigte der Marschall Richelieu Handelsschiffe für eine Expedition nach Menorca. Pléville nahm mit der Brilliant als Truppentransporter an der Operation teil und erhielt den Folgeauftrag, Kanonen aus Toulon nach Menorca zu holen und diese in einer Bucht unter dem Feuer von Fort Marlborough an Land zu bringen. Pléville erfüllte seinen Auftrag, allerdings wurde sein Schiff schwer beschädigt.
Dennoch diente Pléville im nächsten Jahr noch für die Korsika-Expedition und bestand trotz der unterlegenen Artillerie seines Schiffes ein erfolgreiches Abwehrgefecht gegen eine britische Fregatte.
Pléville heiratete am 17. Oktober 1757 in Marseille Marie Ursule de Rambaud, die Tochter eines in Marseille ansässigen Händlers und Reeders, der sich aber auch als Korsar betätigte. Das Paar hatte drei Kinder.
In der folgenden Zeit betätigte sich Pléville auf der Korvette Colibri seines Schwiegervaters erneut von Marseille aus als Korsar und war mit dem Schiff 1758 an dem Einsatz unter Jean-François de Bertet de La Clue-Sabran nach Westindien beteiligt. Vor Gibraltar sammelte er dabei wertvolle Aufklärungsergebnisse die britische Flotte betreffend. Aufgrund dieser Leistungen erhielt Pléville das vorläufige Patent eines Fregattenleutnants und das Kommando über ein kleines Schiff der königlichen Marine, die Hirondelle, mit der er bis März 1762 weitere Korsareneinsätze in der Karibik und im Atlantik fuhr. Insgesamt bekämpfte Pléville in dieser Zeit 32 Schiffe und machte 1500 Gefangene.

### In der königlichen Marine
Nach diesen Einsätzen wurde Pléville schließlich am 17. August 1762 im Rang eines Fregattenleutnants (lieutenant de frégate) in die französische Marine aufgenommen. Er erhielt zunächst erneut ein Schiffskommando auf der Renaud, wurde aber 1763 durch François Louis de Salignac, Marquis de Fénélon, Gouverneur von Martinique, zum Hafenkapitän von Fort de France ernannt. Der Hafen war durch britische Angriffe im vorhergehenden Krieg stark beschädigt und auf Pléville warteten vielfältige Aufgaben, wie Säuberung des Hafenbeckens von Schiffstrümmern, Bau eines Kais, Errichtung von Gebäuden und vielem mehr, bei denen er sein Organisations- und Verwaltungstalent beweisen konnte. Weiterhin ließ er auch Tiefenmessungen und hydrographische Untersuchungen der Reeden in der Umgebung durchführen.
Als er den Auftrag erhielt, einen Plan des Forts Saint-Christophe zu beschaffen, begab er sich nachts auf die Insel, verpasste aber morgens seine Einschiffung und musste auf der Insel bei großer Hitze ausharren, bevor er abgeholt werden konnte. Dieser Einsatz, obwohl erfolgreich, denn er konnte einen umfangreichen Plan der Festung erstellen, hatte seiner Gesundheit stark zugesetzt und Pléville kehrte zur Erholung nach Frankreich zurück. Hier wurde er als Hafenmeister von Marseille tätig.

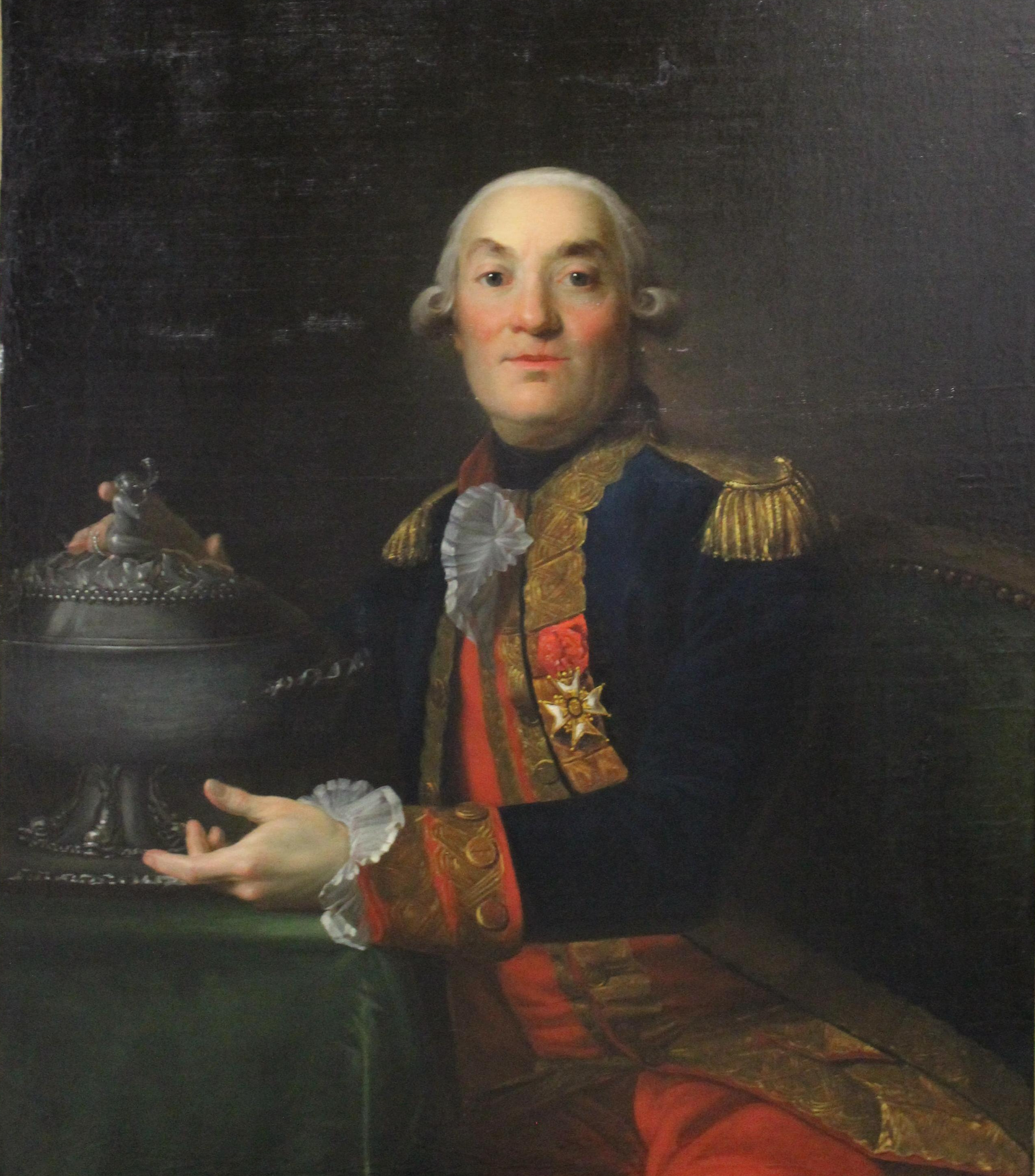
Porträt von Georges-René Pléville Le Pelley mit der von den Briten geschenkten massiven Silberschale (links), Musée d'Art et d'Histoire de Granville.

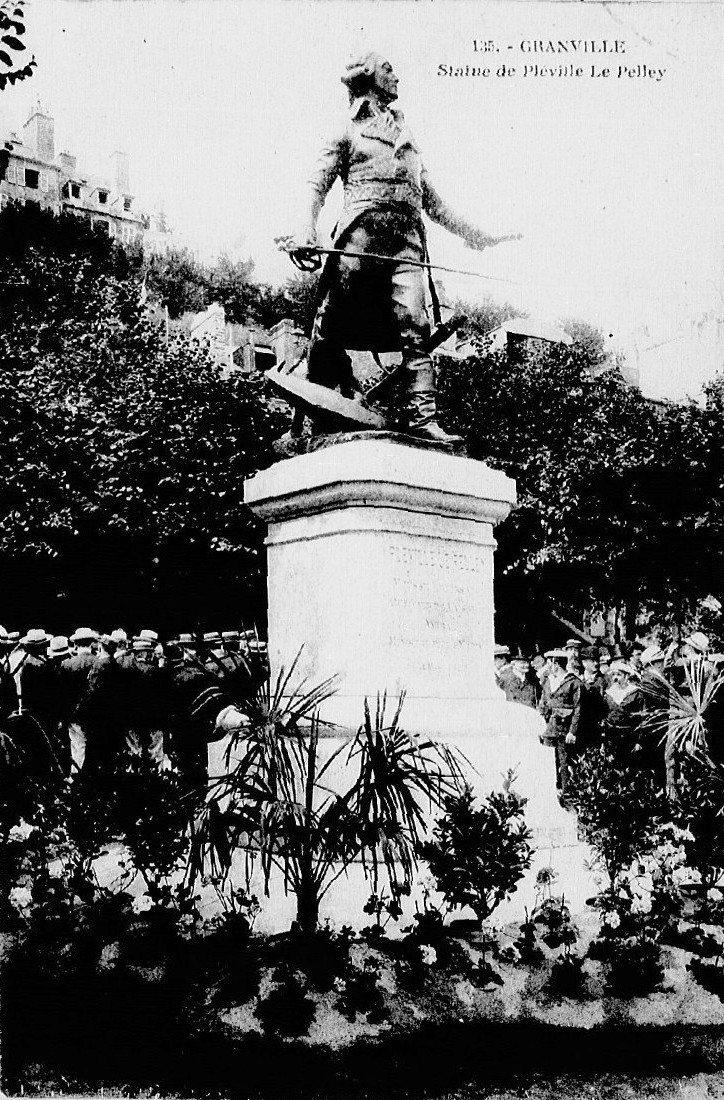
Skulptur von Georges-René Pléville Le Pelley, angefertigt von Jean Magrou in Granville.

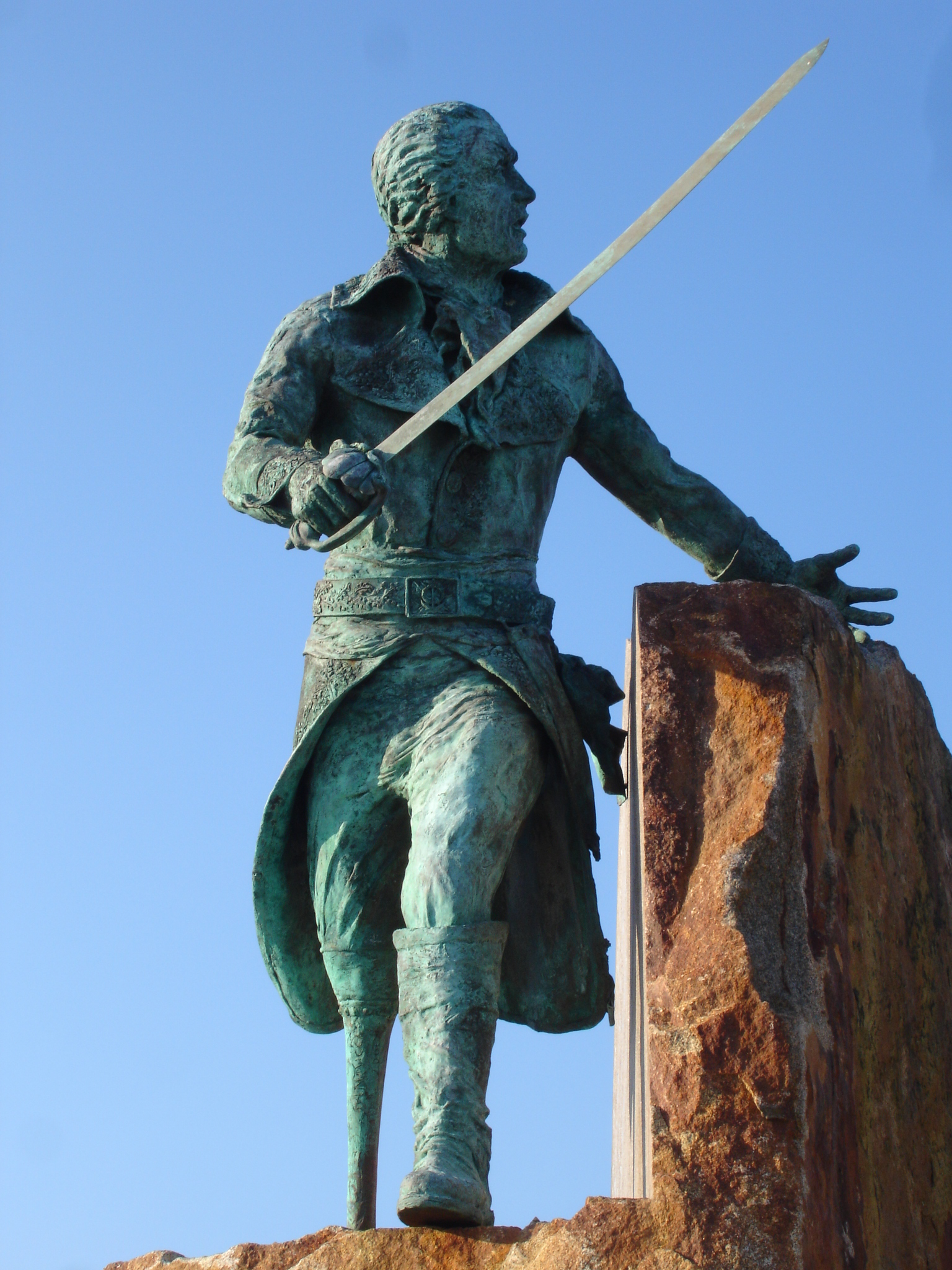
Skulptur von Georges-René Pléville Le Pelley als Korsar, Granville.

### Hafenmeister von Marseille
In dieser Dienstzeit ereignete sich in der Nacht des 1. Mai 1770 ein Sturm, bei dem vor Marseille ein britisches Schiff, die 32-Kanonen-Fregatte Alarm, in Seenot geriet und drohte, an der Küste zu zerschellen. Als der Plan, eine Rettungsleine zum Schiff ausbringen, von den anwesenden Experten als unmöglich verworfen wurde, sprang Pléville selbst ins Wasser, um die Leine zum Schiff zu bringen. In der Folge konnte das Schiff erfolgreich geborgen werden. Der Kommandant des Schiffes war John Jervis, der später als Earl of St. Vincent bekannt werden sollte.
Bereits im folgenden Jahr schickten die britische Admiralität Kapitän Jervis mit seiner Fregatte erneut nach Marseille, um Leutnant Pléville einen Brief mit der folgenden Nachricht zu überreichen:

“Sir, the quality of the service which you have rendered to the frigate Alarm gives rise to the noble envy and admiration of the English. Your courage, your prudence, your intelligence, your talents have merited a crown on your efforts from Providence. Success has been your reward, but we pray you to accept as a homage rendered to your merit and as a pledge of our esteem and recognition, that which captain Jervis is charged with rendering back to you. In the name and order of my lords, Stephans.”

„Sir, die Qualität der Dienste, die Sie der Fregatte Alarm geleistet haben, ruft den edlen Neid und die Bewunderung der Engländer hervor. Ihr Mut, Ihre Klugheit, Ihre Intelligenz und Ihre Talente haben es verdient, dass die Vorsehung Ihren Bemühungen eine Krone aufsetzt. Der Erfolg war Euer Lohn, aber wir bitten Euch, das, was Kapitän Jervis Euch zurückgeben soll, als Huldigung Eurer Verdienste und als Unterpfand unserer Wertschätzung und Anerkennung anzunehmen. Im Namen und Auftrag meiner Herren, STEPHANS.“

Bei dem Geschenk handelte es sich um ein massive Silberschale in Form einer Urne, auf der Delfine und andere maritime Symbole eingraviert waren, mit einem Modell der Alarm und einem reich gravierten Deckel, der von einem Triton gekrönt wurde. Das Gefäß, die sich durch ihre elegante Form und ihre hohe Verarbeitungsqualität auszeichnete, trug das englische Wappen und die folgende Inschrift:

„Georgio-Renato Pleville Le Pelley, nobili normano Grandivillensi, navis bellicœ portusque Massiliensis pro prœfecto, ob navim regiam in litiore gallico pericli - tantem virtute diligentiâque suâ servatam septem vin rei navalis Britannicœ. M.DCCLXX.“

Pléville nahm das Geschenk dieser ausländischen und eigentlich verfeindeten Macht allerdings erst nach erteilter Erlaubnis des französischen Königs an.
Am 31. Mai 1770 wurde Pléville zum Leutnant zur See ernannt und in seinem Dienst als Hafenmeister in Marseille bestätigt. Gleichfalls erhielt er am 19. September 1773 den Ordre royal et militaire de Saint-Louis, fünf Jahre vor dem vorgeschriebenen Dienstalter. 1776 kommandierte er die Sagittaire, ein Schiff mit 50 Kanonen, mit dem er eine Einsatzfahrt nach Martinique unternahm.
Nach seiner Rückkehr wurde er dazu bestimmt, den Bruder des Königs im Juni 1777 in Marseille zu empfangen und einige Wochen später begleitete er Kaiser Joseph II., den Bruder von Königin Marie-Antoinette, auf einer Inspektionsreise in Marseille.

### Im Amerikanischen Unabhängigkeitskrieg
1778 rüstete der Charles Henri d’Estaing in Toulon eine Flotte von 12 Linienschiffen und 15 Fregatten aus um den Kampf für die Unabhängigkeit der Dreizehn Kolonien von Großbritannien zu unterstützen. Pléville erhielt den Befehl, die Languedoc als Kommandant zu übernehmen und musste das Schiff innerhalb weniger Tage vor der Abreise am 13. April für den Einsatz vorbereiten. Sein Sohn war Teil der Besatzung.
D’Estaing zog Pléville anderen, altgedienten Marineoffizieren vor, da er seine Karriere als Offizier in der Landarmee begonnen hatte und, ähnlich wie  Pléville, ebenfalls in relativ jungem Dienstalter befördert worden war. So war er 1774, nach dem Tod Ludwigs XV., bereits für Beförderungen vorgesehen, obwohl er deutlich jünger war als viele andere Marineoffiziere mit gleichen Fähigkeiten. Dies hatte bereits in der Vergangenheit Neid und Missgunst hervorgerufen, was d’Estaing bei Pléville nicht zu befürchten brauchte.
Bereits nach kurzer Zeit hatte Pléville sich das Vertrauen seines Kommandeurs erarbeitet und wurde beauftragt, unter schwierigen Bedingungen die Versorgung der Schiffe und der Besatzungen von insgesamt 12.000 Mann sicherzustellen. Er wurde mit dem Verkauf der zahlreichen Prisen beauftragt, die das Geschwader vor New York gemacht hatte, und erledigte diese Aufgabe innerhalb eines Monats mit korrekt und mit großer Geschicklichkeit. Sein Rechenschaftsbericht war so zufriedenstellend, dass der General ihm als Belohnung zwei Prozent der 15 Millionen aus dem Verkauf zuteilen wollte.
Pléville lehnte die 300.000 Francs mit dem Hinweis ab, er sei mit dem Gehalt der königlichen Marine zufrieden, obwohl seine Familie arm war und Pléville bereits seine Enkel nach Marseille geholt hatte, um deren Versorgung dort sicherzustellen.
In der Folge war das Geschwader vor Rhode Island zur Unterstützung der amerikanischen Truppen dort eingesetzt. Auf Druck seiner Offiziere und gegen den Willen des lokalen amerikanischen Kommandeurs John Sullivan entschied d'Estaing, zur Versorgung und zur Behebung diverser Kampf- und Sturmschäden an den Schiffen nach Boston zu segeln. Da dieser französische Rückzug auch zahlreiche Desertationen in den Reihen der Amerikaner auslöste, erwartete die Franzosen in Boston ein wütender Empfang. So wurden Pléville und sein Begleiter Saint-Sauveur, die zum Ankauf von Getreide an Land gegangen waren, Opfer eines tätlichen Angriffs der aufgebrachten Menge. Saint-Sauveur wurde verwundet und erlag kurz darauf seinen Verletzungen. Pléville wurde ebenfalls verletzt und blieb zur Genesung in Boston, während d'Estaing zu neuen Einsätzen aufbrach. In der Folge organisierte Pléville die Versorgung der französischen Schiffe von Boston aus und kehrte 1779, weiterhin nicht völlig genesen, nach Frankreich zurück.
In Würdigung seiner Verdienste in den USA wurde Pléville in die Society of the Cincinnati aufgenommen.

### Marinekommandeur in Marseille
Bei seiner Ankunft in Frankreich wurde Pléville auf Empfehlung von Admiral d'Estaing zum Kapitän zur See ernannt und er übernahm noch 1779 wiederum in Marseille die Position als Schiffs- und Hafenkapitän, mit der er zugleich das Kommando über die Marineeinheiten in dr Stadt übernahm.
1780 verlor er seine Frau und 1783 seinen Sohn durch Krankheiten. 1785 wurde er nach Paris berufen, um in verschiedenen See- und Handelskommissionen tätig zu werden. In dieser Zeit arbeitete er mit verschiedenen hochgestellten Persönlichkeiten Frankreichs, wie etwa dem Minister Maréchal de Castries, dem Maréchal de Beauveau, dem Marquis de La Fayette und Herrn de Fleurieu. Zugleich wurde Pléville in die Freimaurerei eingeführt und wurde Mitglied der Loge La Parfaite Harmonie à l'Orient in Toulon.
Im März 1789 ließ Pléville sich in den Ruhestand versetzen. Auslöser hierfür war das Vorhaben, seinem zukünftigen Schwiegersohn, der unter Suffren in Indien gedient hatte, seine Dienststelle in Marseille zu übergeben. Damit wähnte er sich und seine Tochter sicher versorgt. In der Folge wurde allerdings nur sein Rücktrittsgesuch, nicht aber die Beförderung seines Schwiegersohns akzeptiert. Pléville ging trotzdem zunächst in Pension.

### Zur Revolutionszeit
Wie die meisten französischen Offiziere, die im Amerikanischen Unabhängigkeitskrieg gedient hatten, begrüßte Pléville die Revolution als Chance, die Missstände der Monarchie zu beseitigen.
1790 trat er einem patriotischen Club bei, der sich in Marseille gebildet hatte und Männer aus allen Klassen umfasste. Allerdings sah er sich schon bald dem Misstrauen der Parteien ausgesetzt, da er den Aristokraten als liberaler Bürgerlicher und den Revolutionsanhängern wegen seines Ranges und seiner Orden verdächtig erschien.
Ein neues Kommando erhielt er daher vorerst nicht, allerdings konnte er während der Unruhen von 1792 Marseille vor der Plünderung schützen sowie in Arles und Cotignac durch Verhandlungen die Ordnung wieder herstellen.
Im September 1793, während der Terrorherrschaft, wurde er vom Wohlfahrtsausschuss (comité du salut public) nach Tunis entsandt, um dort Jean Gaspard de Vence seines Kommandos zu entheben. Vence war mit einem Versorgungskonvoi und mehreren Geleitschiffen im dortigen Hafen festgesetzt worden und wurde deswegen des Hochverrats beschuldigt. Als er ankam, bestätigte sich, dass Vence keine Pflichtverletzung vorzuwerfen war und Pléville unterstützte Vence, seine ursprünglichen Befehle ignorierend, bei der Rückkehr nach Frankreich, wo Vence folgerichtig von den Vorwürfen freigesprochen wurde.
Kurz darauf wurde Pléville als einer von drei Administratoren in die Marinekommission nach Paris berufen, um das Gesetz vom 3. Brumaire Jahr III (24. Oktober 1794) vorbereiteten. Nach Abschluss dieser Arbeiten sorgte er für die Ausrüstung von 24 Fregatten für den Seekrieg gegen Großbritannien.
Auf Anfrage des Direktoriums sollte Pléville nun Marineminister werden, was er allerdings zugunsten von Laurent Truguet ablehnte. Er blieb stattdessen zunächst Abteilungsleiter im Ministerium.

### Politische Aktivitäten
In Paris trat Pléville dem Club Constitutionnel (Verfassungsclub) bei, den Madame de Staël gerade im Hôtel de Salm, dem heutigen Palast der Ehrenlegion, gegründet hatte.
Im April 1797 war Pléville als Ministre plénipotentiaire zusammen mit Letourneur und Maret, dem zukünftigen Herzog von Bassano, Teil der Delegation, die im Auftrag von Lazare Carnot in Lille zu letztlich erfolglosen Friedensverhandlungen mit Großbritannien, das durch Lord Malmesbury vertreten wurde, gereist war.

### Minister der Marine
Drei Monate später berief ihn das Direktorium am 1. Fructidor-Jahr V (18. August 1797) schließlich doch zum Marineminister, um Laurent Truguet in dem am 17. Juli 1797 gebildeten Ministerium zu ersetzen. Am 5. Oktober 1797 wurde er dann per Dekret des Direktoriums zum Konteradmiral ernannt, seine erste Beförderung nach achtzehn Jahren als Kapitän.
In der Folge inspizierte Pléville im Auftrag des Direktoriums die Küsten von Granville bis Brest und initiierte den Einrichtung eines optischen Telegrafen im Marineministerium, der bis 1840 in Gebrauch war.
1798 war Pléville weiterhin bemüht, die Ausrüstung der französischen Marine zu verbessern und sich auf den erwarteten erneuten Krieg mit Großbritannien vorzubereiten. Hierbei wurde er von den Ausrüstungsaktivitäten für Napoleons Ägyptenfeldzug von Toulon aus, von dem Pléville offenbar keine Kenntnis hatte, überrascht. Wegen dieses Vertrauensbruchs zog sich Pléville am 28. April 1798 aus dem Amt des Marineministers zurück. Es folgte dann noch die Beförderung zum Vizeadmiral.

### Kommando über Häfen in der Adria und Tod
Nach einer Pause von nur sechs Wochen in Granville wurde Pléville bereits 1799 im Alter von zweiundsiebzig Jahren wiederum aktiviert und zum Kommandeur der Häfen der Republik an der Adria ernannt. Er organisierte die dortigen Seestreitkräfte in Ancona und Korfu und kehrte anschließend nach Frankreich zurück. Dort angekommen legte er dem Minister seine Berichte vor und ging endgültig in den Ruhestand.
Nach dem Staatsstreich des 18. Brumaire VIII berief Napoleon ihn am 3. Nivôse des Jahres VIII (24. Dezember 1799) in die Liste der ersten sechzig Senatoren,27 und ernannte ihn nach der Gründung der Ehrenlegion zum Ritter Bestellung am 9. Vendémiaire Jahr XII (2. Oktober 1803). Anschließend erfolgte am 25. Prairialjahr XIII (14. Juni 1805)27 noch die Ernennung zum Großoffizier.
Georges-René Pléville Le Pelley starb am 2. Oktober 1805 nach einigen Tagen Krankheit in der Rue de la Grange-Batelière Nr. 8 in Paris. Er wurde achtzig Jahre alt.